# Meru phyllisae
Meru phyllisae  (лат.) — вид мелких полуводных жуков надсемейства Дитискоидные, единственный в монотипичных роде Meru и семействе Meruidae. Южная Америка: Венесуэла (40 км южнее Пуэрто-Аякучо; 2°14'N 63°45'W, El Tobogán, штат Амасонас). 
Самые мелкие водные представители подотряда Adephaga. 

## Описание
Длина овального тела 0,85—0,9 мм, ширина 0,38—0,41 мм. Окраска желтовато-коричневая (песочная). Формула члеников лапок: 5-5-5. Усики 11-члениковые, скапус очень короткий, почти незаметен. Глаза эллиптические, расположены в заднебоковой части головы. Антенны прикрепляются перед глазами. Коготки гребенчатые. В брюшке различимы 6 видимых стернитов (первые три из них слиты в один с неотчетливыми швами между ними). 
Обитают в быстрых каскадных водных потоках и микроводопадах ручьёв и мелких речек. Вместе с ними обитают и были собраны представители семейств Dytiscidae (Copelatus Erichson, Laccodytes Regimbart, Desmopachria Babington, различные рода трибы Bidessini), Noteridae (Notomicrus Sharp), Elmidae (Cylloepus Erichson, Gyrelmis Hinton, Heterelmis Sharp и др.), Hydraenidae (Adelphydraena orchymonti Perkins, Hydraena Kugelann), Hydrophilidae: Anacaena Thomson, Berosus Leach, Chaetarthria Stephens, Notionotus Spangler, Oocyclus Sharp, Phaenonotum Sharp), Hydroscaphidae (Scaphydra Reichardt), Sphaeriusidae (Sphaerius Waltl), Torridincolidae (Hintonia Reichardt).
Личинки Meruidae соединяют в себе как примитивное, так и специализированное состояние некоторых признаков подотряда Плотоядные жуки (Adephaga), и они уникальные среди всех Adephaga в том, что имеют асимметричные мандибулы, дыхательная система представлена только двумя парами дыхалец  (= oligopneustic), коготки гребенчатые, абдоминальный стернит VIII покрывает стернит  IX. Анализ 18 признаков личинок показал, что Meruidae представляют базальную линию в составе надсемейства  Dytiscoidea. Род Meru phyllisae Spangler & Steiner, 2005 и семейство Noteridae предположительно являются сестринской кладой к дивергировавшей от них группы семейств Amphizoidae, Aspidytidae, Водожуки (Hygrobiidae), и Плавунцы (Dytiscidae).

## Этимология
Родовое название Meru означает «водопад» на местном наречии индейцев племени Pemon (живущих в области столовых гор Тепуи с множеством водопадов, включая Анхель;  Венесуэла). Видовое название дано в честь Филлис Спэнглер (Phyllis M.Spangler), участницы и сборщика типовой серии нового таксона жуков за её большой вклад и помощь в многолетнее изучение водных жуков. Жуки были впервые найдены ещё в 1985 году. Научное описание в 2005 году сделали американские энтомологи Поль Спэнглер (Paul J. Spangler) и Уоррен Стейнер (Warren E. Steiner, jr.) из Национального музея естественной истории (Смитсоновский институт, Вашингтон, США).